# Sacerdotisa de Démeter y Kore

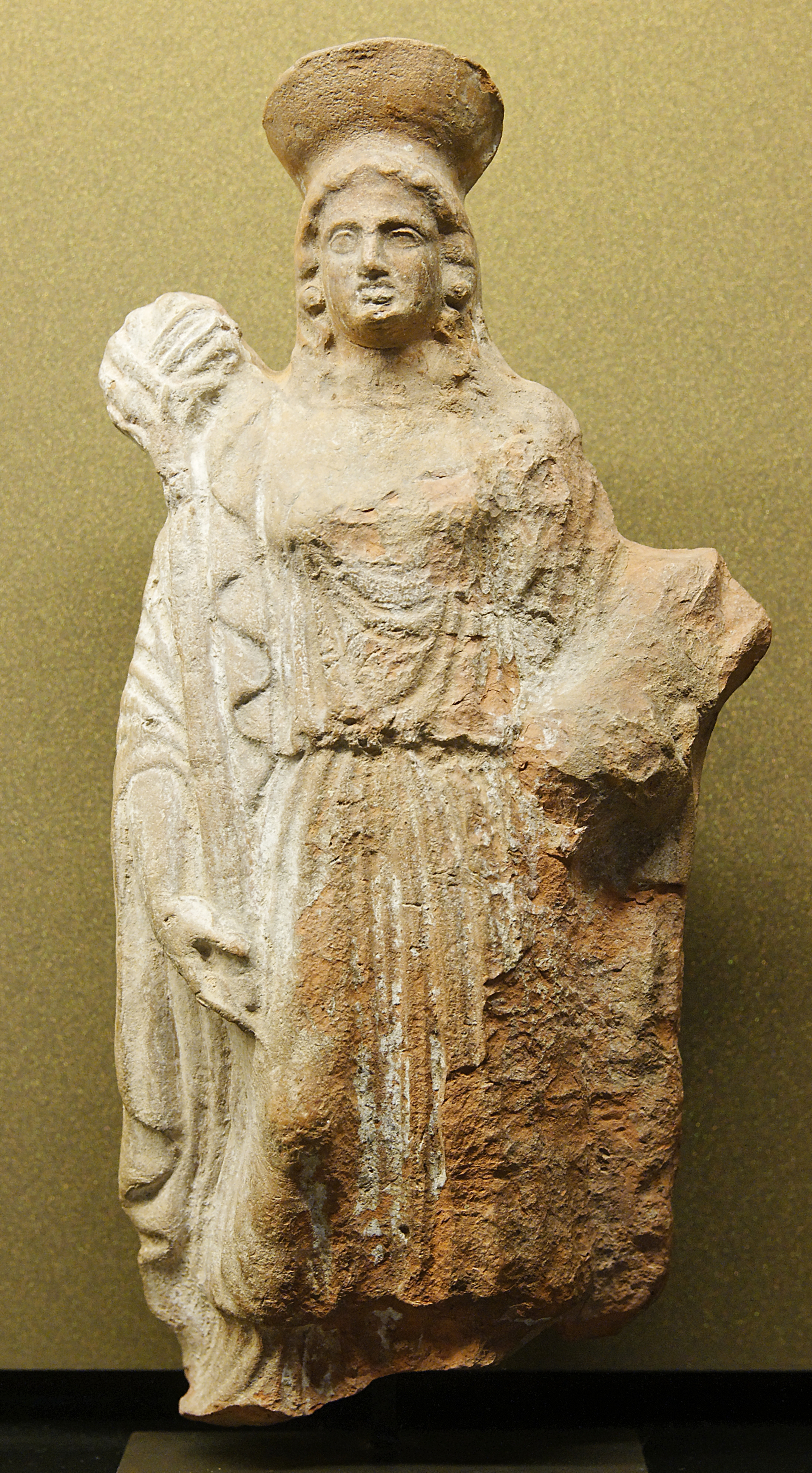
Figura femenina que lleva una antorcha y un lechón para celebrar los ritos de Deméter y Perséfone (del Ática, 140-130 a. C.)

La Sacerdotisa de Deméter y Kore, a veces denominada Suma Sacerdotisa de Deméter, era la Suma Sacerdotisa de las Diosas Deméter y Perséfone (Kore) en el Telesterion en Eleusis, en la Antigua Atenas. Era uno de los cargos religiosos más importantes de la antigua Atenas y su titular gozaba de gran prestigio. Probablemente fue el sacerdocio más antiguo de Atenas, y también el sacerdocio más lucrativo de todo el Ática.
La Sacerdotisa presidía durante los famosos Misterios de Eleusis. También oficiaba durante festivales menores, como las Tesmoforias y la Haloa.
El oficio no pudo haber sobrevivido a la prohibición de todos los sacerdocios no cristianos durante la persecución de los paganos en el Imperio Romano tardío.